# Dean Furman
Dean Furman (ur. 22 czerwca 1988 w Kapsztadzie) – południowoafrykański piłkarz pochodzenia żydowskiego grający na pozycji pomocnika w Doncaster Rovers.

## Kariera klubowa
Swoją karierę piłkarską Furman rozpoczął w juniorach Chelsea. W 2006 roku podjął treningi w Rangers. W 2008 roku awansował do kadry pierwszego zespołu, a 10 maja 2008 zadebiutował w Scottish Premier League w wygranym 3:1 domowym meczu z Dundee United. W 52. minucie tego meczu zmienił Kevina Thompsona. Był to zarazem jedyny ligowy mecz Furmana w barwach Rangers. W sezonie 2007/2008 wywalczył z Rangers wicemistrzostwo Szkocji oraz zdobył Puchar Szkocji i Puchar Ligi Szkockiej.
W 2008 roku Furman został wypożyczony do Bradford City, grającego w Football League Two. Swój debiut w Bradford zanotował 30 sierpnia 2008 w przegranym 2:3 wyjazdowym meczu z Aldershot Town. W Bradford grał przez sezon.
W 2009 roku Furman podpisał kontrakt z Oldham Athletic. Zadebiutował w nim 8 sierpnia 2009 w zremisowanym 0:0 domowym meczu ze Stockport County.
| Sezon   | Klub             | Kraj    | Rozgrywki      | Mecze | Bramki |
| ------- | ---------------- | ------- | -------------- | ----- | ------ |
| 2007/08 | Rangers          | Szkocja | Premier League | 1     | 0      |
| 2008/09 | Bradford City    | Anglia  | League Two     | 32    | 4      |
| 2009/10 | Oldham Athletic  | Anglia  | League One     | 38    | 0      |
| 2010/11 | Oldham Athletic  | Anglia  | League One     | 42    | 5      |
| 2011/12 | Oldham Athletic  | Anglia  | League One     | 23    | 1      |
| 2012/13 | Oldham Athletic  | Anglia  | League One     | 28    | 2      |
| 2012/13 | Doncaster Rovers | Anglia  | League One     | 8     | 0      |
| 2013/14 | Doncaster Rovers | Anglia  | Championship   | 18    | 1      |

## Kariera reprezentacyjna
W reprezentacji Republiki Południowej Afryki Furman zadebiutował 7 września 2012 roku w przegranym 0:1 towarzyskim meczu z Brazylią, rozegranym w São Paulo. W 2013 roku został powołany na Puchar Narodów Afryki 2013.